# کریس کاواناو (شناگر)
کریس کاواناو (به انگلیسی: Chris Cavanaugh) (زادهٔ ۱ ژوئیهٔ ۱۹۶۲) شناگر اهل ایالات متحده آمریکا است.